# Одрадівська сільська рада (Первомайський район)
Одраді́вська сільська́ ра́да — адміністративно-територіальна одиниця та орган місцевого самоврядування в Первомайському районі Харківської області. Адміністративний центр — село Одрадове.

## Загальні відомості
Одрадівська сільська рада утворена в 1919 році.
- Територія ради: 65,7 км²
- Населення ради: 807 осіб (станом на 2001 рік)
- Територією ради протікає річка Берека.

## Населені пункти
Сільській раді підпорядковані населені пункти:
- с. Одрадове
- с. Красиве
- с. Максимівка
- с. Рокитне
- с. Шевченкове

## Склад ради
Рада складається з 14 депутатів та голови.
- Голова ради: Соляник Сергій Миколайович

### Керівний склад попередніх скликань
| Прізвище, ім'я, по батькові | Основні відомості                                                         | Дата обрання | Дата звільнення |
| --------------------------- | ------------------------------------------------------------------------- | ------------ | --------------- |
| Соляник Сергій Миколайович  | Сільський голова, 1959 року народження, освіта вища, член Народної партії | 26.03.2006   | 31.10.2010      |
| Соляник Сергій Миколайович  | Сільський голова, 1959 року народження, освіта вища, член Партії регіонів | 31.10.2010   |                 |

Примітка: таблиця складена за даними сайту Верховної Ради України

### Депутати
За результатами місцевих виборів 2010 року депутатами ради стали:

#### За суб'єктами висування
| Суб'єкт висування | Кількість обраних депутатів | %   |
| ----------------- | --------------------------- | --- |
| Партія регіонів   | 14                          | 100 |

#### За округами
| № округу        | Прізвище, ім'я, по батькові       | Дата визнання обраним | Освіта             | Партійна приналежність | Відомості про обраного депутата                               |
| --------------- | --------------------------------- | --------------------- | ------------------ | ---------------------- | ------------------------------------------------------------- |
| Партія регіонів |                                   |                       |                    |                        |                                                               |
| 1               | Позняк Євдокія Євгенівна          | 02.11.2010            | середня спеціальна | член Партії регіонів   | Одрадівська сільська рада, спеціаліст 2 кат.                  |
| 2               | Косенко Наталія Володимирівна     | 02.11.2010            | вища               | член Партії регіонів   | Одрадівська сільська рада, головний бухгалтер                 |
| 3               | Косенко Олена Степанівна          | 02.11.2010            | вища               | член Партії регіонів   | пенсіонер                                                     |
| 4               | Жувага Світлана Юріївна           | 02.11.2010            | середня            | член Партії регіонів   | Сільськогосподарське ТОВ агрофірма «Україна Нова», кухар      |
| 5               | Боровик Людмила Іванівна          | 02.11.2010            | вища               | член Партії регіонів   | Одрадівська загальноосвітня школа, вчитель                    |
| 6               | Малахова Зінаїда Вікторівна       | 02.11.2010            | вища               | член Партії регіонів   | пенсіонер                                                     |
| 7               | Ніколаєнко Олександр Анатолійович | 02.11.2010            | вища               | член Партії регіонів   | тимчасово не працює                                           |
| 8               | Косенко Ольга Миколаївна          | 02.11.2010            | вища               | член Партії регіонів   | пенсіонер                                                     |
| 9               | Косенко Віталій Єгорович          | 02.11.2010            | середня спеціальна | член Партії регіонів   | пенсіонер                                                     |
| 10              | Косенко Сергій Віталійович        | 02.11.2010            | вища               | член Партії регіонів   | Приватне сільськогосподарське підприємство «Степок», директор |
| 11              | Ткаченко Ольга Олександрівна      | 02.11.2010            | середня спеціальна | член Партії регіонів   | Сільськогосподарське ТОВ агрофірма «Україна Нова», бухгалтер  |
| 12              | Ворона Микола Олександрович       | 02.11.2010            | вища               | член Партії регіонів   | Сільськогосподарське ТОВ агрофірма «Україна Нова», механік    |
| 13              | Шилін Микола Гаврилович           | 02.11.2010            | середня спеціальна | член Партії регіонів   | пенсіонер                                                     |
| 14              | Катинський Іван Степанович        | 02.11.2010            | середня            | член Партії регіонів   | пенсіонер                                                     |